# Roxy Cinemas
A Roxy Cinemas é uma empresa privada brasileira, que atua no ramo de exibição cinematográfica, sediada na cidade de Santos. Está presente em três cidades do Estado de São Paulo e seu parque exibidor é formado por quatro complexos e dezessete salas, média de 4,25 salas de cinema por complexo. Suas 3 785 poltronas perfazem uma média de 222,65 assentos por sala,
É uma das mais tradicionais empresas exibidoras brasileiras, com oito décadas de funcionamento ininterrupto, responsável pela maioria das salas localizadas na baixada santista. O seu aniversário de 80 anos recebeu ampla cobertura pela mídia local e foi motivo de congratulações por parte da Assembleia Legislativa do Estado de São Paulo, proposta pela ex-prefeita de Santos e deputada estadual Telma de Souza.

## História

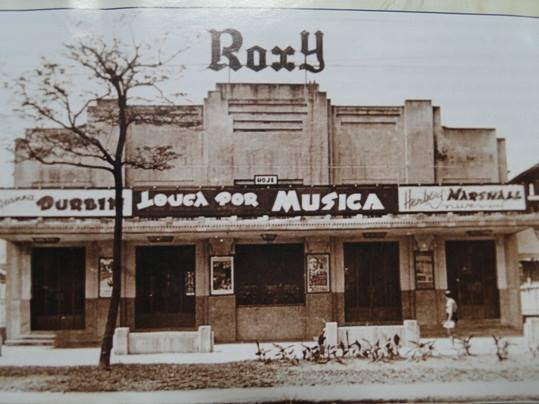
Fachada do Cine Roxy antigo

A trajetória da empresa começou em 15 de março de 1934, quando o empresário paulistano Antônio Campos Junior estabeleceu na Avenida Ana Costa, Praia do Gonzaga, o primeiro cinema próximo à praia da cidade de Santos, sendo que o primeiro filme exibido foi "Cântico dos Cânticos" estrelado pela atriz Marlene Dietrich. Com lotação de 1.270 poltronas e tela de 22 metros de comprimento, permaneceu abrigado na mesma edificação até o ano de 1954, quando a edificação foi demolida para dar lugar a um prédio onde o cinema se reinstalaria no ano de 1956, nele permanecendo até os dias de hoje.
Contribuiu para a sobrevivência da empresa até os dias de hoje o fato de o público santista ser um dos mais fiéis do país, já tendo ostentado o título de cidade com maior salas de cinema per capita e de maior venda de ingressos por habitante. Além disso, o Cine Roxy procurou acompanhar as inovações tecnológicas pelas quais passou o circuito exibidor nacional, como o formato multiplex de salas, e tem apoiado os realizadores locais, ao dar espaço para exibição de filmes produzidos por cineastas da cidade de Santos, como a diretora Raquel Pellegrini, autora do documentário "Lajes dos Sonhos", que foi patrocinado pela empresa Eucatex. Há também exibição de produções independente do cinema mundial, conhecidas também como "cinema de arte" ou "cinema de culto" e participação em mostras e festivais, como as itinerâncias da Mostra Internacional de Cinema de São Paulo
Com relação ao processo de digitalização (onde os antigos projetores de película 35mm são substituídos por equipamentos digitais), a empresa alcançou 100% de salas digitalizadas em março de 2015, de acordo com o portal Filme B. Naquela ocasião, alcançou o 27.º lugar entre os maiores exibidores brasileiros por número de salas, de acordo com o citado portal.
Atualmente, o grupo é administrado pelo empresário Toninho Campos. Membro da terceira da geração da família dos proprietários, esse executivo atuou em outras empresas exibidoras antes de gerenciar os cinemas da família, especialmente na cidade de Porto Alegre, onde foi responsável pela gestão de 12 cinemas. Antes de retornar ao Roxy no final da década de 1990, fundou ou administrou em Santos algumas casas de show, como a Heavy Metal, Clube XV e Caiçara. Foi contemplado com o Prêmio ED - Exibição e Distribuição, edição 2013, principal distinção brasileira nesta área, na categoria Destaque Profissional de Programação.

## Cinemas homônimos
"Roxy" seria um diminutivo dos antropônimos "Roxana", "Roxane" ou "Roxanne". Sua utilização como nomenclatura de casas de exibição cinematográficas pode também ter outras origens, mas o certo é que há um sem número de cinemas e outros estabelecimentos comerciais que utilizam a marca Roxy sem possuírem nenhuma ligação entre eles. Dos complexos de cinemas ainda em atividade Brasil, há o Cine Roxy do bairro de Copacabana, gerenciado pelo Grupo Severiano Ribeiro e o Cine Roxy da cidade de Passos, localizada no estado de Minas Gerais, de gerenciamento independente , ambos muito antigos, fundados em 1938 e 1945, respectivamente.
Há também em outros países salas de cinema Roxy, em Madrid, em Tânger, cidade de Marrocos, na cidade de Roma, no Cairo, o Roxy Theatre, localizado em Gold Coast, na Austrália, diversos complexos nos Estados Unidos e em várias outras cidades do mundo. Há também uma linha de roupas e acessórios, de matriz norte-americana e presente em vários países, inclusive o Brasil, que utiliza a marca Roxy.

## Público
Abaixo a tabela de público e sua evolução de 2008 até 2019, considerando o somatório de todas as suas salas a cada ano. A variação mencionada se refere à comparação com os números do ano imediatamente anterior. No período de 2008 até 2016, ocorreu uma evolução positiva da ordem de 40,40% na venda de bilhetes. Entretanto, a retração do publico frequentador que seu deu no mercado brasileiro de cinema em 2017 e 2018  consumiu a maior parte do crescimento da rede, que se viu reduzido a 11,71%.
Os dados foram extraídos do banco de dados Box Office do portal de cinema Filme B., à exceção dos números de 2014 e 2015, provenientes do Data base Brasil Já os dados de 2016 em diante procedem do relatório "Informe Anual Distribuição em Salas Detalhado", do Observatório Brasileiro do Cinema e do Audiovisual (OCA) da ANCINE.
| Ano  | Público total | Ranking no país | Market Share | Variação |
| ---- | ------------- | --------------- | ------------ | -------- |
| 2008 | 882 862       | 18º             | 1,03%        | ano-base |
| 2009 | 1 123 119     | 17º             | 0,99%        | 27,21%   |
| 2010 | 1 305 829     | 17º             | 0,97%        | 16,27%   |
| 2011 | 1 201 277     | 19º             | 0,85%        | 8,01%    |
| 2012 | 1 217 568     | 23º             | 0,82%        | 1,36%    |
| 2013 | 1 235 115     | 20º             | 0,82%        | 1,44%    |
| 2014 | 1 169 614     | 22º             | 0,75%        | 5,30%    |
| 2015 | 1 228 529     | 21º             | 0,72%        | 5,04%    |
| 2016 | 1 239 574     | 25º             | 0,68%        | 0,90%    |
| 2017 | 1 152 034     | 23º             | 0,64%        | 7,06%    |
| 2018 | 986 242       | 23º             | 0,61%        | 14,39%   |
| 2019 | 1 098 421     | 22º             | 0,62%        | 11,37%   |